# 马列主义者团体/红色黎明
马列主义者团体/红色黎明（荷蘭語：Groep van Marxisten-Leninisten/Rode Morgen）是荷兰的一个毛主义组织。

## 历史
1976年荷兰共产主义统一运动（马列）开除了部分成员，一些被开除者于1977年建立了马列主义者团体/红色黎明。1979年，领导鹿特丹港口罢工。2007年，国际组织称该组织参与支持红色高棉，1977年红色高棉反人类罪被西方媒体公布后，该团体仍公开支持红色高棉，参与宣传和筹款。1981年-1982年，失去了很大一部分原成员。该团体现仍存在，主要活跃在鹿特丹，出版刊物《红色黎明》。